# Zootropolis
Zootropolis (i USA känd som Zootopia) är en amerikansk datoranimerad långfilm producerad av Walt Disney Animation Studios och den 55:e filmen på listan över Disneyklassiker. Filmen är regisserad av Byron Howard (som regisserade Bolt och Trassel) och Rich Moore (som tidigare regisserat Röjar-Ralf) och har Ginnifer Goodwin och Jason Bateman i rollerna. Filmen hade biopremiär den 24 februari 2016.
På Oscarsgalan 2017 vann Zootropolis priset för Bästa animerade film.

## Handling
I en värld som består av antropomorfiska däggdjur drömmer den 24-åriga kaninen Judy Hopps om att bli polis i storstaden Zootropolis. En dag blir hennes dröm verklighet när hon slutar som kursetta på polisskolan. Hennes nya polisliv blir inte lätt eftersom hon är den enda kaninen i poliskåren som mest består av bland andra stora noshörningar och elefanter. Polischefen, buffeln Bogo, har fördomar om Judy och placerar henne som parkeringsvakt. 
Judy vill visa att hon är en riktig polis och bestämmer sig för att lösa mysteriet med den försvunna uttern Emmitt Otterton. Polischef Bogo ger Judy 48 timmar att lösa fallet, annars utesluts hon ur kåren. Judy blir tvungen att samarbeta med den sluge lurendrejarräven Nick Wilde och de upptäcker att fallet är ännu större än någon hade trott.